# Bruno Visintin
Bruno Visintin est un boxeur italien né le 23 novembre 1932 à La Spezia où il est mort le 11 janvier 2015.

## Biographie
Bruno Visintin participe aux Jeux olympiques d'été de 1952 en combattant dans la catégorie des poids super-légers et remporte la médaille de bronze.
Parmi ses nombreux rivaux, il bat le 24 novembre 1964, le français Souleymane Diallo, au quinzième round, par K.O. , alors que ce dernier menait au point au quatorzième round.

## Palmarès

### Jeux olympiques
- Médaille de bronze en -63,5 kg en 1952 à Helsinki,  Finlande